# Stereoskopisches Sehen
Stereoskopisches Sehen (von altgriechisch στερεός stereós „fest“, „starr“ und σκοπεῖν skopéin „anschauen“, „beobachten“), auch räumliches Sehen, Stereosehen oder Stereopsis genannt, vermittelt durch die beidäugige Betrachtung von Objekten und Gegenständen eine echte, quantifizierbare Tiefenwahrnehmung und räumliche Wirkung des Außenraums. Das stereoskopische Sehen ist die höchste Form des beidäugigen Sehens (Binokularsehen). Das Sehen mit nur einem Auge wird als Monovision (Monokularsehen) bezeichnet.

## Allgemeines
Räumliches Sehen erfordert im Wesentlichen folgende Voraussetzungen:
- Es existieren zwei Augen mit koordinierter Muskelsteuerung und normaler (oder zumindest harmonisch anomaler) Netzhautkorrespondenz, die eine Fusion (Verschmelzung) der beiden Bildeindrücke des rechten und linken Auges zu einem einzigen ermöglicht (binokulares Einfachsehen).
- Das Sehzentrum des Gehirns verarbeitet die gewonnenen Bilder und modelliert sie räumlich.

Jedes Auge nimmt beim Betrachten eines Objektes einen geringfügig anderen Winkel zu diesem ein, dadurch entsteht eine Parallaxe. Je weiter ein Objekt entfernt ist, desto mehr nähern sich die Gesichtslinien der Augen einem Parallelstand. Betrachtet man dagegen sehr nahe Objekte, müssen die Augen eine Konvergenzbewegung vollführen.
Diese grundlegende Augenbewegung nimmt man in der Regel nicht bewusst wahr. Frühkindliche Lernprozesse lassen beide Augen gleichzeitig automatisch den Punkt fixieren, den man gerade betrachten möchte. Viele optische Täuschungen resultieren daraus, dass das Gehirn erfahrungsbasiert arbeitet und man dadurch verwirrt werden kann, dass etwas nicht so erscheint, wie man es gewohnt ist.
Untersuchungen eines Teams der Technischen und Wirtschaftswissenschaftlichen Universität Budapest an Säuglingen deuten darauf hin, dass es sich beim räumlichen Sehen um eine erlernte Fähigkeit handelt. Demnach könne bei Frühgeborenen, sofern sie visuellen Reizen ausgesetzt sind, ungefähr in derselben Zeitspanne nach der Geburt beidäugiges Sehen nachgewiesen werden wie bei Babys, die zum normalen Zeitpunkt geboren wurden.

### Physiologie
Grundlage des stereoskopischen Sehens ist die Abbildung von betrachteten Gegenständen des Außenraums innerhalb des sogenannten Panum-Areals. Dieses stellt einen Bereich vor und hinter der Fläche des Horopters dar, in dem auch Objekte binokular einfach gesehen werden, die nicht auf exakt korrespondierende Netzhautstellen projiziert werden. Dies führt zu einer Querdisparation der dargebotenen Prüfobjekte oder -bilder, deren Ausmaß in Bogensekunden ausgedrückt wird. Je kleiner hierbei die Querdisparation, desto höher ist die Qualität des räumlichen Sehens. Der Wert eines Normalsichtigen liegt bei etwa 20 Bogensekunden. Differenzen im Untersuchungsergebnis können durch unterschiedliche Messverfahren entstehen.
Wird das Stereobildpaar getauscht, kehrt sich die Tiefendarstellung um und die Wahrnehmung entspricht dem pseudoskopischen Sehen. Entferntere Objekte liegen nun scheinbar im Vordergrund und nahe Objektpunkte werden in tieferen Bildebenen wahrgenommen. Entspricht das Stereobildpaar der Position der Stereobildaufnahme, so ist ein orthoskopisches Sehen, der üblichen räumlichen Sehgewohnheit entsprechendes Raumbild, möglich. Sind beide Halbbilder der Stereoaufnahme identisch, dann ist keine räumliche Wahrnehmung möglich.

### Der Kreuzblick

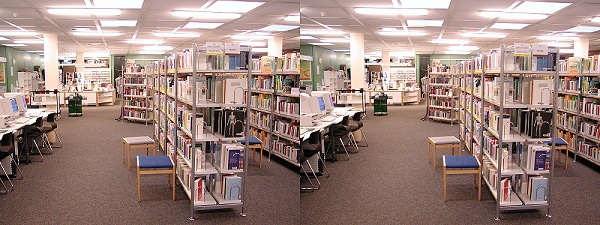
Stereo-Bildpaar für den Kreuzblick (Schielmethode)

Der Kreuzblick (im englischen auch Crossview genannt) ist die bewusste Anwendung des Konvergenzmechanismus, um aus den beiden Teilbildern ein räumliches Bild (Stereobild) sichtbar zu machen. Tatsächlich verwenden wir den Kreuzblick immer dann, wenn wir relativ nah fokussieren, etwa beim Lesen: Haben wir ein Buch oder die Tageszeitung vor der Nase, würde jemand, der uns gegenübersitzt, den Eindruck haben, dass wir gerade schielen. Dieser Eindruck hat jedoch mit der eigentlichen Schielerkrankung nichts zu tun.
Beim Einüben des Kreuzblickes geht es also nur darum, dem Gehirn durch Übung (Erfahrung schaffen) klarzumachen, dass es in Ordnung ist, was wir zunächst verschwommen sehen. Wir haben ja lediglich den Schärfepunkt verlagert.
Wer also in der Lage ist, Dinge in 20–60 cm Entfernung scharf zu sehen, der hat alle physiologischen Voraussetzungen für die bewusste Anwendung des Kreuzblickes. Beim Schielen entsteht zwischen den beiden Bildern ein virtuelles drittes Bild, das den gewünschten räumlichen Eindruck bietet. Der empfohlene Betrachtungsabstand bei unten stehendem Beispiel ist ca. 70 cm.
Eine Kurz- oder Weitsichtigkeit stellt keine Beeinträchtigung der Fähigkeit zum Kreuzblick dar, sofern eine Brille die Sehschwäche korrigiert. Allerdings führt diese Methode relativ schnell zur Ermüdung der Augen. Zudem interpretiert das Gehirn das Bild aufgrund des nahen Kreuzungspunktes als sehr klein.
Mit dem Kreuzblick lassen sich auch die Rätsel mit den Unterschieden zwischen zwei Bildern auf einfache Art lösen.

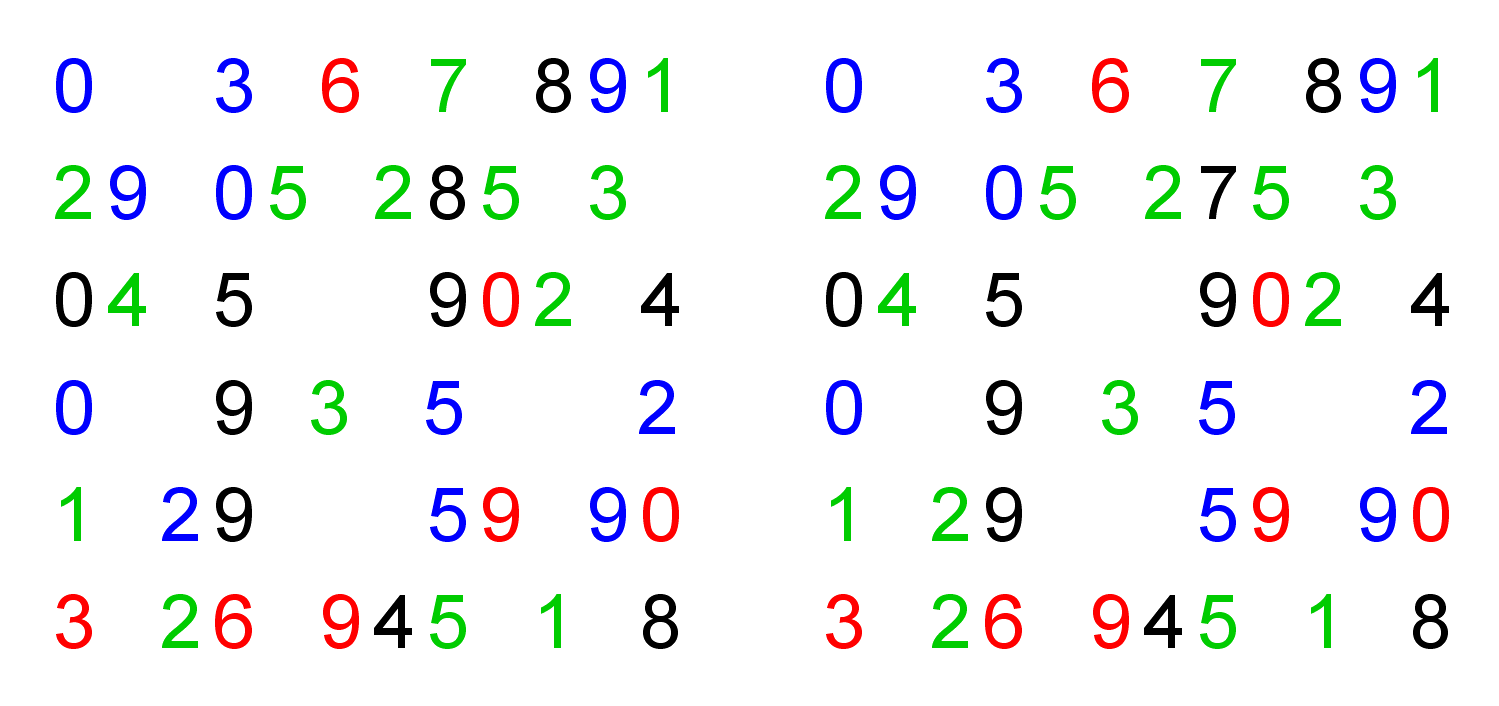
Beispiel für Unterschiede

Farbunterschiede lassen sich jedoch nicht so leicht erkennen, da das gesamte räumliche Sehen auf Formen basiert.
Ganz stark fällt (im Beispiel rechts) ein Zeichen auf, das in beiden Bildern leicht waagerecht verschoben ist. Durch den wechselseitigen Vergleich beider Bilder findet man dagegen den Unterschied nur schwer, besonders wenn große Abstände zwischen den Zeichen liegen, das Auge also keinen Anhaltspunkt hat.
Sei allgemein A der Augenabstand des Betrachters, B der Abstand der stereoskopischen Objektpaare und d der Betrachtungsabstand, dann errechnet sich der scheinbare Bildabstand b über den Strahlensatz durch die Gleichung
{\displaystyle b={\frac {A\cdot d}{A+B}}\,.}
Die Größe dieses virtuellen Bildes ergibt sich aus dem Verhältnis b/d und der Größe der Einzelbilder. Im unten stehenden Beispiel beträgt der Abstand (= die Breite) der Einzelbilder etwa 9 cm (abhängig von der Bildschirmgröße), so ergibt sich bei 6,5 cm Augenabstand und 70 cm Betrachtungsabstand der räumliche Eindruck einer nur ca. 3,8 cm großen Miniatur in 29 cm Abstand.

### Der Parallelblick
Beim Parallelblick verwendet man die andere der oben erwähnten Sehtechniken, das entspannte Hindurchschauen, um das räumliche Bild zu produzieren. Auch hier denken viele Leute, dass sie das nicht können. Tatsächlich kann es jeder, der in der Lage ist, in unendliche Entfernung zu schauen. Wer den Sonnenuntergang am Horizont betrachtet und dabei ein scharfes Bild sieht, wer die Sterne des Nachthimmels als kleine scharfe Punkte wahrnimmt, der hat alle physiologischen Voraussetzungen, die er für die Anwendung des Parallelblickes braucht.
Hierfür sind aber die Anforderungen an das Doppelbild höher, da der Abstand zwischen zwei zu überlagernden Objekten nicht größer als der Augenabstand des Betrachters sein darf. Das sind ca. 6–7 cm. Dafür ermüden die Augen bei vielen Menschen nicht so schnell, da die beteiligten Muskeln weniger stark angespannt werden. Zudem interpretiert das Gehirn ein parallel betrachtetes Bild als weiter entfernt und somit größer. Der Parallelblick ist daher für Panoramabilder besser geeignet. Eine Erweiterung des Verfahrens mittels geeigneter Hardware findet unter anderem in der 3D-Darstellung virtueller Realität Anwendung.
Der scheinbare Bildabstand b ergibt sich wie beim Kreuzblick aus dem Abstand B der Einzelbilder, dem Augenabstand A und dem Betrachtungsabstand d:
{\displaystyle b={\frac {A\cdot d}{A-B}}\,.}
Der Fall B=A entspricht einem unendlich großen Abstand und somit dem stereoskopischen Eindruck eines weit entfernten Objekts. Für größere Einzelbildabstände wird b formal negativ; für den Betrachter erscheint es jedoch, sofern eine Überlagerung der Einzelbilder gelingt, als sei das Objekt noch weiter entfernt als beim normalen Fernblick. In diesem Fall können die Augen jedoch ebenfalls schnell ermüden.
Eine Methode den Parallelblick anzuwenden ist die folgende:

Zunächst fixiert man einen ca. 1 bis 3 m entfernten Gegenstand. Anschließend schiebt man das Stereogramm in sein Blickfeld, ohne jedoch dieses nähere Objekt mit den Augen zu fixieren. Langsam heben sich Teile des Bildes hervor und man beginnt, etwas zu erkennen.

### Hyperskop und Pseudoskop

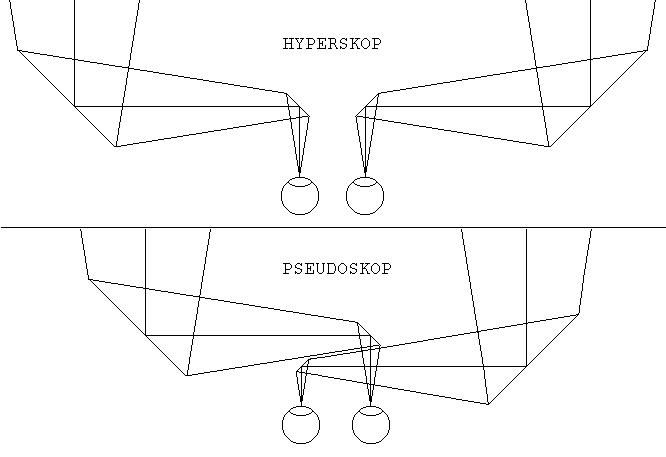
Hyperskop und Pseudoskop

Das Hyperskop vergrößert optisch den Augenabstand, was den Eindruck der räumlichen Tiefe verstärkt. Einige Entfernungsmessgeräte funktionieren nach diesem Prinzip, aber auch das Scherenfernrohr.
Das Pseudoskop vertauscht optisch die Positionen der Augen, was den Eindruck der räumlichen Tiefe umkehrt.

## Eigenschaften
Im Hinblick auf die Evolution sind Vor- und Nachteile, die mit dem Stereosehen bzw. mit frontal ausgerichteten Augen verbunden sind, in den Blick genommen worden. Als Vorteile wird bei Beute machenden Tieren wie der Kröte und der Gottesanbeterin die genaue Wahrnehmung der Position der Beute, die dann in einer zielgenauen Aktion – bei der Kröte durch die Zunge und bei der Gottesanbeterin durch die Vorderbeine – eingefangen wird. Ein weiterer Vorteil ist, dass die Tiefenschärfe es erleichtert, Beute trotz Camouflage vom Hintergrund zu unterscheiden. Das Stereosehen ermöglicht es außerdem, Verdeckungen des Sichtfeldes, wie sie bei einem Blick durch Gestrüpp oder Vegetation auftreten, teilweise zu kompensieren. Hingegen wird davon ausgegangen, dass Beutetiere wie Hasen oder Hühner mehr Vorteile aus dem weiten Gesichtsfeld ziehen, das ihnen aufgrund ihrer seitlich ausgerichteten Augen zur Verfügung steht.

## Störungen
Unterschiedliche Fehlsichtigkeiten beider Augen (Anisometropie) können das dreidimensionale Sehen beeinträchtigen, da in diesem Fall das Gehirn zwei Bilder unterschiedlicher Größe (Aniseikonie) zu einem einzigen verschmelzen muss. Eine Brille kann die optischen Mängel zwar korrigieren, da ihre Linsen jedoch einen gewissen Abstand von den Augen selber haben, wird das Bild im Auge entweder vergrößert (Weitsichtigkeit) oder verkleinert (Kurzsichtigkeit). Dies behindert stereoskopisches Sehen besonders dann, wenn die Brechungsverhältnisse beider Augen größere Differenzen aufweisen. In diesem Fall sind Kontaktlinsen einer Brille vorzuziehen.
Schielt eine Person, so ist ebenfalls häufig kein dreidimensionales Sehen möglich, da der Seheindruck des schielenden Auges bei den meisten angeborenen, manifesten Schielerkrankungen unterdrückt wird. Bei erworbenen Schielerkrankungen ist die Prognose zur Aufrechterhaltung oder Wiedererlangung von räumlichem Sehen durch geeignete Behandlungsmaßnahmen (z. B. Schieloperation oder Prismenbrille) deutlich besser.
Bei der Verwendung lediglich eines Auges – unabhängig davon, ob nur eines vorhanden ist, oder weil ein Auge wegen eines Schielens vom Sehen ausgeschlossen wird – ist ein räumliches Sehen ebenfalls unmöglich.
Räumliches Sehen kann zwar in seiner Qualität nicht ersetzt, sein Fehlen jedoch durch bestimmte Phänomene kompensiert werden – z. B. durch Perspektive, Licht und Schatten, Erfahrungswerte, Bewegung usw. Aus diesem Grund dürfen auch Einäugige – oder eben auch andere Personen ohne räumliches Sehen – ein Auto fahren. Dies hat allerdings auch Grenzen, nämlich dort, wo eine einwandfreie Stereopsis unerlässlich ist – z. B. bei LKW-, Bus- oder Taxifahrern, Piloten usw.
Das gänzliche Fehlen oder der vollständige Verlust von räumlichem Sehen wird, insbesondere im angelsächsischen Sprachraum, Stereoblindness (Stereoblindheit) genannt.